# Janina Bobińska-Paszkowska
Janina Matylda Bobińska-Paszkowska, primo voto Brzezińska (ur. 14 marca 1884 w Warszawie, zm. 21 listopada 1973 tamże) – polska malarka, portrecistka.

## Życiorys
Urodziła się 14 marca 1884 roku w Warszawie, w rodzinie Jana Bobińskiego i Stanisławy z Tołwińskich. Jej bratem był Stanisław Bobiński. Po ukończeniu pensji Henryki Czarnockiej, od 1904 roku studiowała w Szkole Sztuk Pięknych w Warszawie w pracowni Konrada Krzyżanowskiego. W 1907 roku została pierwszą kobietą, która uzyskała absolutorium na tej uczelni. Następnie wyjechała z mężem - malarzem Janem Brzezińskim, do Paryża, gdzie kontynuowała naukę. We Francji z powodzeniem wystawiała prace, w 1908 roku uzyskując pierwszą nagrodę – dwuletnie stypendium i członkostwo rzeczywiste – w konkursie Cercle International des Artistes. Następnie wyjechała z mężem i artystami Michałem Borucińskim, Zofią Katarzyńską i Tadeuszem Pruszkowskim do Bretanii, po czym grupa zwiedziła także Prowansję. Jej obrazy Procesja w Bretanii na Święto Morza i Opowieść fal zostały następnie wystawione podczas Salonu Jesiennego.

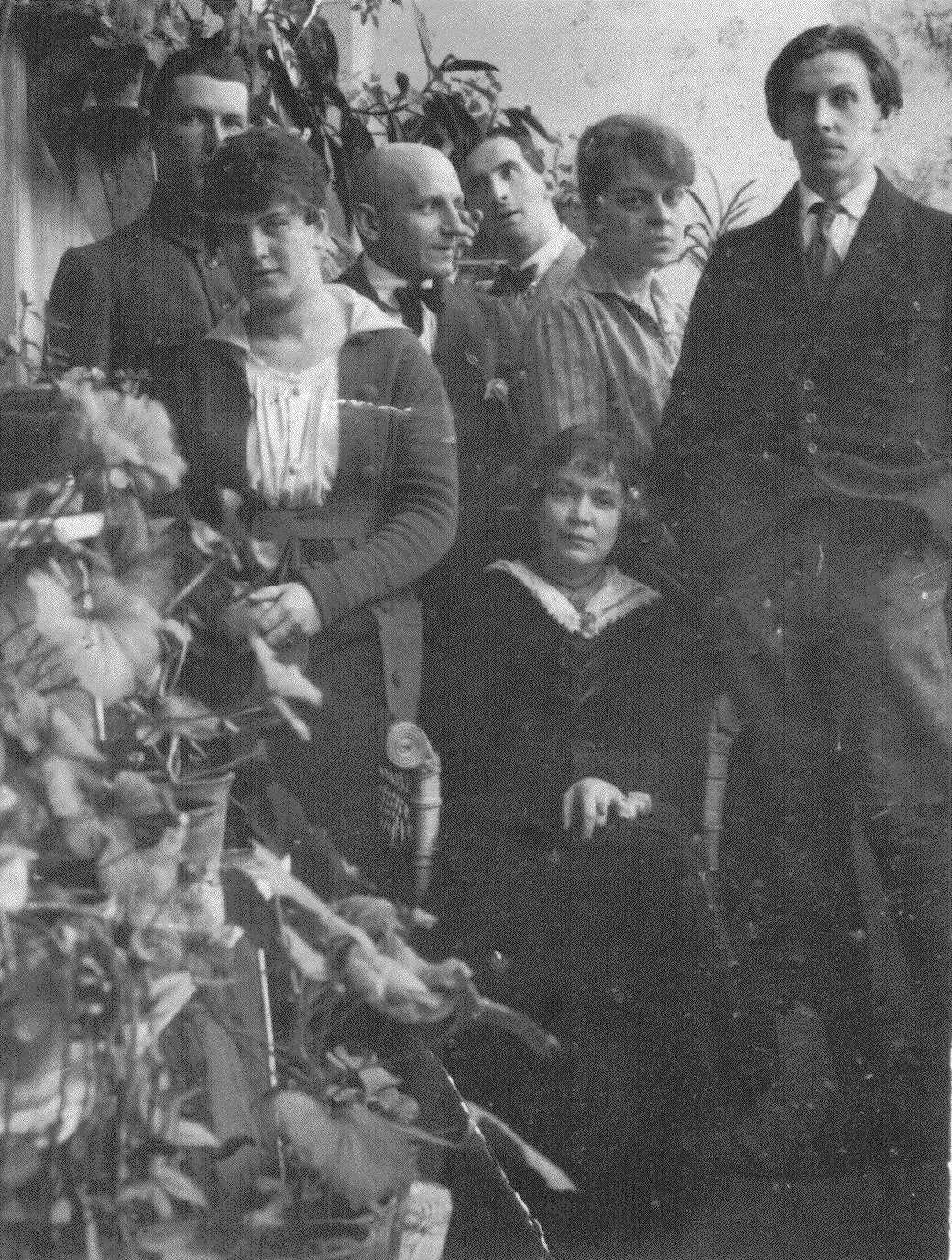
Janina Bobińska-Paszkowska (siedzi), obok stoi Józef Paszkowski, w głębi z przechyloną głową Michał Choromański.

Po powrocie do Warszawy zdobyła kilka nagród za projekty plakatów, wraz z mężem wygrała także konkurs Towarzystwa Opieki nad Zabytkami Przeszłości na polichromie kościoła w Radomsku, które małżeństwo ukończyło w 1914 roku. W Radomsku poznała rzeźbiarza Józefa Paszkowskiego, za którego wyszła za mąż w 1918 roku, po unieważnieniu pierwszego związku. Z początku mieszkała w Częstochowie, po czym w 1920 roku wyjechała do Zakopanego, gdzie z Paszkowskim otwarła wytwórnię zabawek ludowych. W 1923 roku osiadła w Warszawie, gdzie prowadziła salon artystyczny. Przyjaźniła się m.in. z Pią Górską, Molly Bukowską, Zofią Katarzyńską-Pruszkowską, Kazimierą Alberti, Teodorem Ziomkiem i Konradem Winklerem. Jej małżeństwo z Paszkowskim, z którym miała syna Lecha, rozpadło się w drugiej połowie lat 20. XX w. Bobińska-Paszkowska samotnie wychowywała syna.
Tworzyła sceny rodzajowe, portrety (szczególnie kobiece), pejzaże i martwe natury. Z czasem zaczęła stosować wyraźniejszy kontrast i pastelowe kolory, upraszczając formę w duchu włoskiego renesansu i neoklasycyzmu. Jej prace prezentowane były wielokrotnie w Zachęcie, w tym w 1928 i 1931 roku w ramach wystaw indywidualnych. Została dwukrotnie wyróżniona podczas Salonu Dorocznego: w 1928 roku wyróżnieniem za pracę Z grzybobrania, a o dekadę później srebrnym medalem za obraz Kąpiel synka. Z kolei w 1937 roku otrzymała nagrodę podczas Wystawy Konkursowej Morskiej. Brała także udział w wielu wystawach poza Warszawą, w tym w Zakopanem, w siedzibie Towarzystwa Przyjaciół Sztuk Pięknych w Krakowie, podczas Powszechnej Wystawy Krajowej w Poznaniu, w Amsterdamie, Budapeszcie i Paryżu. W październiku 1939 roku miała odbyć się w Zachęcie jej wystawa retrospektywna; większość przygotowanych do wystawienia prac została zniszczona podczas II wojny światowej.
Po II wojnie światowej Bobińska-Paszkowska kontynuowała pracę twórczą. Wystawiała m.in. z grupą „Zachęta”, wzięła udział w I Ogólnopolskiej Wystawie Grafiki Artystycznej i Rysunku w Warszawie (1956). 11 lipca 1955 „w 10 rocznicę Polski Ludowej za zasługi w dziedzinie kultury i sztuki” została odznaczona Srebrnym Krzyżem Zasługi.
Należała do Towarzystwa Zachęty Sztuk Pięknych, Związku Zawodowego Polskich Artystów Malarzy, Bloku Związku Zawodowego Artystów Plastyków i Międzynarodowego Stowarzyszenia Kobiet Pracujących Zawodowo, a także współzałożyła Sekcję Morską Polskiego Towarzystwa Artystycznego.
Zmarła 21 listopada 1973 roku w Warszawie, spoczywa na cmentarzu Służewskim.
Jej prace znajdują się w zbiorach m.in. Muzeum Narodowego w Warszawie, Muzeum Narodowego w Krakowie i w Domu Polskim w Melbourne.